# Flygtekniska försöksanstalten

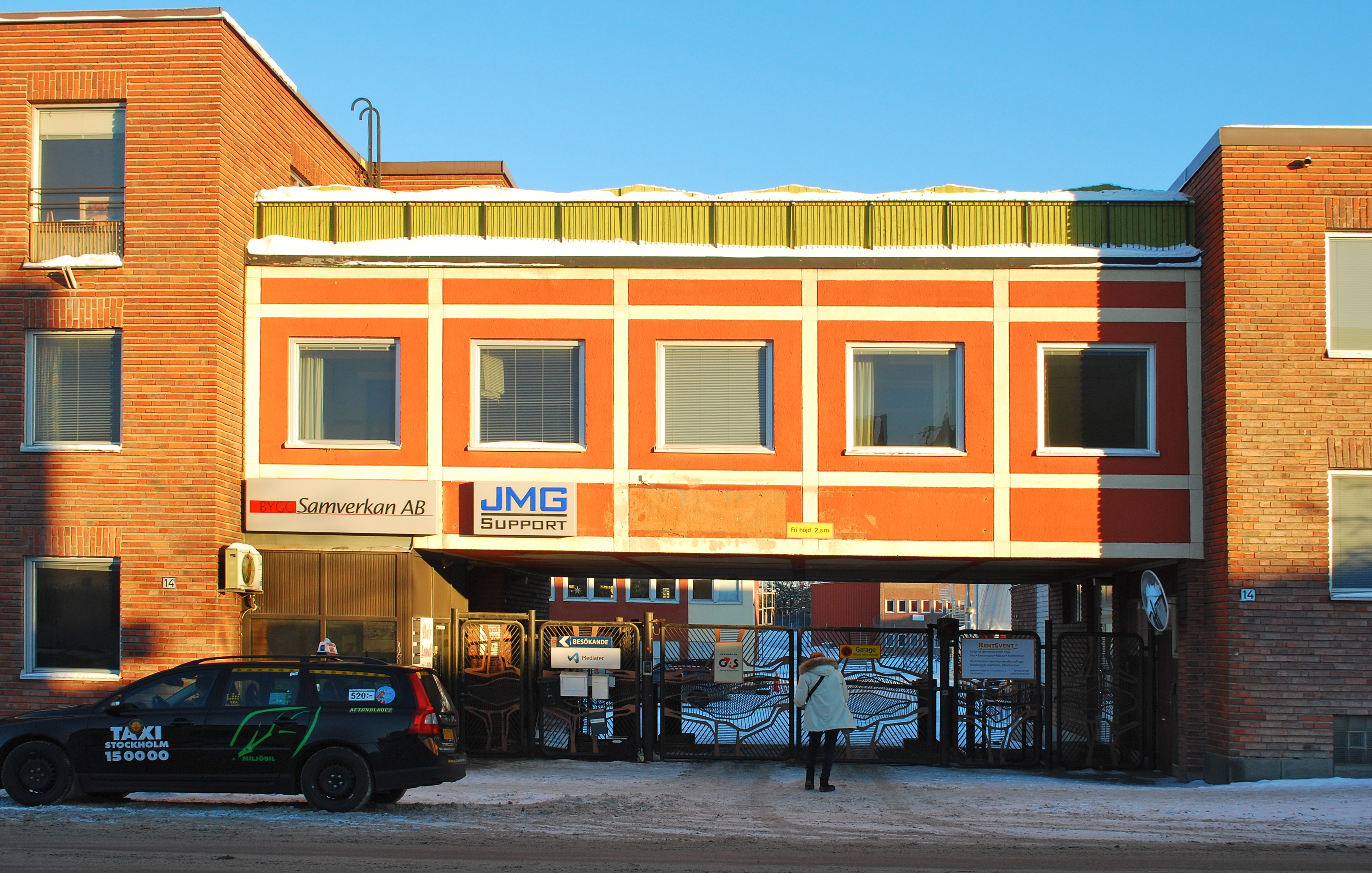
Huvudentrén till FFA:s forna huvudkontor i Ulvsunda.

Flygtekniska försöksanstalten (FFA) var en svensk, uppdragsfinansierad statlig myndighet under Försvarsdepartementet med målet att bedriva forsknings-, utvecklings- och försöksverksamhet inom det flygtekniska området. Flygtekniska försöksanstalten var belägen i Ulvsunda industriområde i Bromma. Myndigheten upphörde vid årsskiftet 2000/2001 då den blev en del av Totalförsvarets forskningsinstitut (FOI).

## Historik
Myndigheten bildades 1940 och dess förste chef var professor Ivar Malmer. Inledningsvis sorterade FFA under Handelsdepartementet, men överfördes 1963 till Försvarsdepartementets ansvarsområde.
Flygtekniska försöksanstalten upphörde den 31 december 2000 när myndigheten tillsammans med Försvarets forskningsanstalt (FOA) den 1 januari 2001 bildade Totalförsvarets forskningsinstitut (FOI).
Senare nedskärningar inom den svenska försvarsforskningen ledde därefter till reduktioner inom FOI av flera delar av den tidigare FFA-verksamheten, som efter några år upphörde att drivas som en egen avdelning. Verksamheten inom experimentell aerodynamik, baserad främst på vindtunnelprovning, vilken utgjorde en stor del av FFA:s verksamhet såväl före som närmast efter införlivandet i FOI, övertogs 1 juli 2008 av konsultbolaget Sjöland & Thyselius AB. Ett nytt bolag, STARCS, Sjöland & Thyselius Aerodynamic Research Centre AB, skapades för att driva denna verksamhet vidare.
Den stora anläggningen vid Ranhammarsvägen ritades av arkitekterna Erik och Lars-Erik Lallerstedt (far och son) med start 1938.

## Vindtunnlar vid FFA

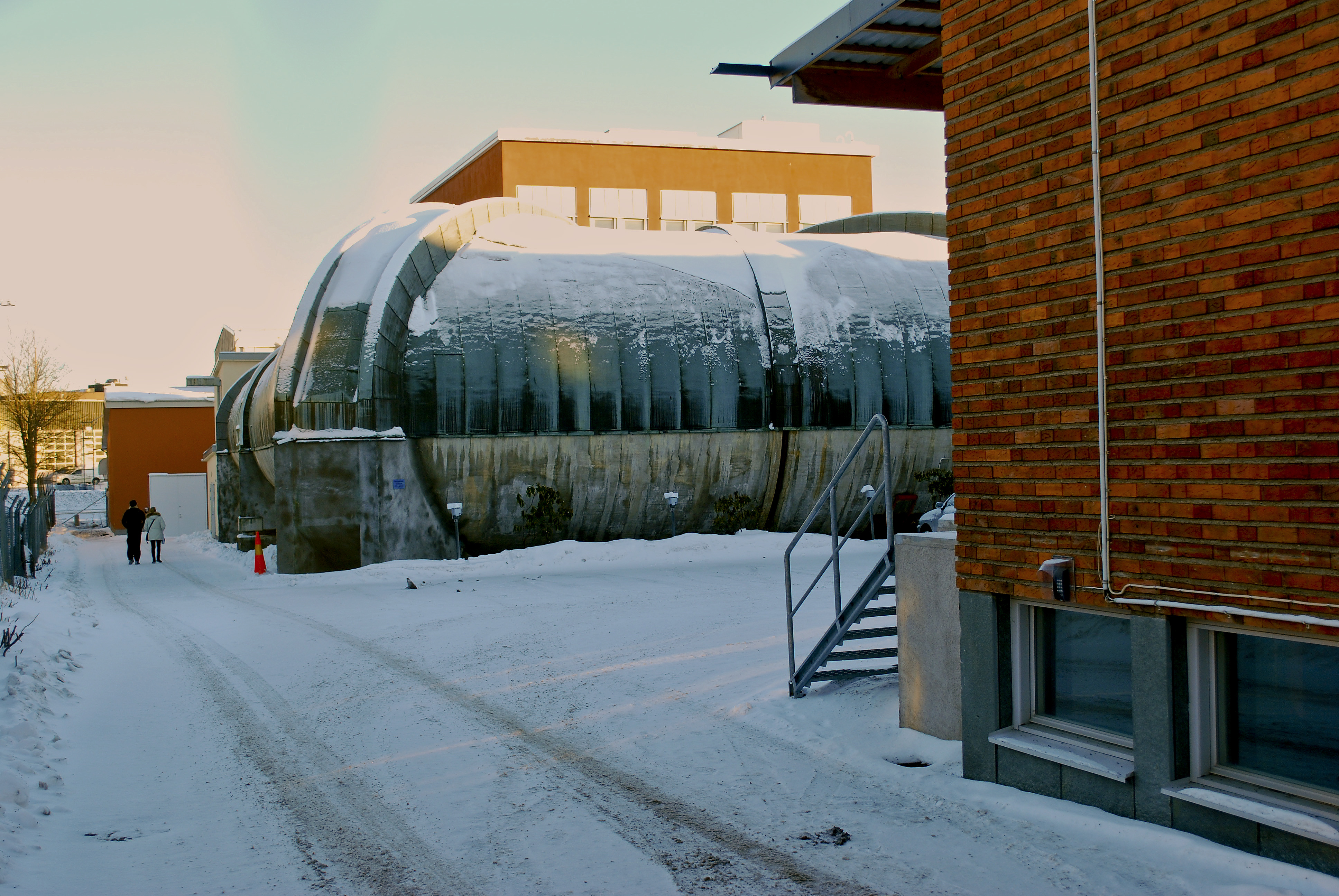
Ulvsundakomplexets gård med den forna vindtunneln.

En central del av verksamheten vid FFA var experimentell aerodynamiska undersökningar med vindtunnlar, som bland annat utnyttjats flitigt vid konstruktion av svenska flygplan. FFA har haft följande vindtunnlar, med terminologin LT = lågfartstunnel, HT = högfartstunnel och ST = supersonisk tunnel:
- LT1, den första vindtunneln, byggd 1940
- Vertikal spinntunnel, den andra vindtunneln
- LT2-LT5, fyra tunnlar för specialändamål
- HT, byggd 1944
- S1-S3, tre små supersoniska tunnlar av vakuumtyp, byggda 1946-1950
- S4-S5, två större supersoniska tunnlar byggda 1954 resp. 1956
- S9, en tunnel för kanonförsök
- HYP200, den första hypersoniska tunneln, togs i drift 1960
- HYP500 och TVM500, är en större hypersonisk tunnel resp en trisonisk tunnel, som båda togs i drift 1965
- T1500, tunnel för höga Reynolds tal, togs i drift 1990

## Chefer
- 1940–1948: Ivar Malmer, överdirektör (tillförordnad 1940-1942)
- 1948–1967: Bo Lundberg, överdirektör 1948-1962 (tillförordnad 1947-1948), generaldirektör 1962-1967
- 1967–1981: Åke Sundén, generaldirektör
- 1981–1986: Sven-Olof Olin, generaldirektör
- 1986–1996: Lars-Bertil Persson, generaldirektör
- 1996–2000: Hans Dellner, generaldirektör